# Райко Тавчар
Райко Тавчар (словен. Rajko Tavčar; нар. 21 липня 1974, Крань) — словенський футболіст, півзахисник.
Насамперед відомий виступами за клуб «Нюрнберг», а також за національну збірну Словенії.

## Клубна кар'єра
Вихованець німецької футбольної школи. У дорослому футболі дебютував у 1995 році виступами за команду нижчолігового клубу «Оттобрунн».
Згодом з 1996 до 2000 року грав у складі команд клубів «Унтергахінг», «Аугсбург», «Гройтер», «Веен» та «Фортуна» К.
Своєю грою за останню команду привернув увагу представників тренерського штабу клубу «Нюрнберг», до складу якого приєднався у 2000 році. Відіграв за нюрнберзький клуб наступні два сезони своєї ігрової кар'єри. Більшість часу, проведеного у складі «Нюрнберга», був гравцем основного складу команди.
Протягом 2002—2004 років захищав кольори клубів «Вакер» (Бургхаузен) та «Майнц 05».
Завершив професійну ігрову кар'єру у нижчоліговому «Унтергахінгі», у складі якого вже виступав раніше. Увійшов до складу команди 2004 року, захищав її кольори до припинення виступів на професійному рівні у 2006.

## Виступи за збірну
У 2000 році дебютував в офіційних матчах у складі національної збірної Словенії. Протягом кар'єри у національній команді, яка тривала усього 3 роки, провів у формі головної команди країни 7 матчів.
У складі збірної був учасником чемпіонату світу 2002 року в Японії і Південній Кореї.